# وادی السیل
وادی السیل یک محله در قطر است که در دوحه (شهرداری) واقع شده‌است. وادی السیل ۲٫۲ کیلومتر مربع مساحت و ۵۴۷ نفر جمعیت دارد.